# Discovery and Launch
Pour les articles homonymes, voir Discovery.
DIAL, acronyme pour « DIscovery And Launch », est un protocole co-développé par Netflix et YouTube avec l'aide de Sony et Samsung. C'est un mécanisme permettant la découverte et le lancement d'applications sur un sous-réseau simple, typiquement un réseau domestique. Il s'appuie sur les protocoles Universal Plug and Play (UPnP), Simple Service Discovery Protocol (SSDP), et HTTP. Le protocole fonctionne sans nécessiter de couplage entre les périphériques. Il était autrefois utilisé par l'adaptateur de diffusion multimédia Chromecast , qui a été lancé en juillet 2013 par Google (Chromecast utilise maintenant mDNS au lieu de DIAL). DIAL permet aux appareils communément appelés « 2ème écran », tels que les tablettes et les téléphones mobiles pour envoyer un contenu vers les périphériques dénommés « 1er écran », tels que les téléviseurs, les lecteurs Blu-ray, et les boîtiers «  Set-top box. » (STB, plus communément dénommés « décodeurs TV »).

## Terminologie et fonctionnement
- 1er écran : téléviseur, lecteur Blu-ray, set-top-box, ou un appareil similaire.
- 2ème écran : un smartphone, une tablette, ou un dispositif similaire.
- Serveur DIAL : dispositif de mise en œuvre de la partie serveur du protocole DIAL, généralement un appareil de type « 1er écran. »
- Client DIAL : appareil qui permet de découvrir et de lancer des applications sur le serveur DIAL, généralement un appareil de type « 2ème écran. »

Le protocole DIAL comporte deux volets, le Service de découverte DIAL et le Service DIAL REST. Le Service de découverte DIAL permet à un périphérique client DIAL de découvrir les serveurs DIAL sur son segment de réseau local et d'obtenir l'accès au Service DIAL REST sur ces appareils. Le Service DIAL REST permet à un client DIAL d'interroger, de lancer et éventuellement d'arrêter des applications sur un périphérique Serveur DIAL.